# Francisco Xavier Soberón Mainero
Francisco Xavier Soberón Mainero (Ciudad de México; 9 de noviembre de 1955) es un científico y académico mexicano. Su investigación se ha centrado en la síntesis de ADN, el desarrollo de biofármacos y de vacunas y la biocatálisis.

## Datos biográficos y trayectoria

### Orígenes y familia
Francisco Xavier Soberón Mainero nació en el Distrito Federal el 9 de noviembre de 1955. No tuvo ningún antecedente científico en su familia, por lo que su interés por las ciencias pudo ser heredado por parte de su hermano. Desde la primaria, tuvo facilidad por las ciencias naturales; especialmente por la biología y las matemáticas.[cita requerida]

### Primeros estudios
En la preparatoria, tuvo sus primeros acercamientos con la biología molecular y la bioquímica, y adoptó un gusto particular por parte los temas de la química. Tras terminar sus estudios de preparatoria, realizó su licenciatura en la Universidad Iberoamericana, donde obtuvo el título de químico en 1979. Su tesis de licenciatura trató sobre el ADN recombinante. Realizó algunas estancias en el City of Hope Medical Center y en la Universidad de California.

### Posgrado
En México, Xavier Soberón estudió la maestría y el doctorado en investigación biomédica en la Universidad Nacional Autónoma de México bajo la asesoría de Francisco Gonzalo Bolívar Zapata, con quien realizó la primera secuenciación en México para la determinación nucleotídica de los plásmidos pBR322 y pBR325. Ha sido investigador de la UNAM desde el año 1981, donde también ha sido profesor de programas de maestría y doctorado. En esta misma escuela, contribuyó a la creación de la licenciatura en ciencias genómicas.

### Cargos administrativos
En cuanto a su aportación en la gestión directiva, ha sido director del Instituto de Biotecnología de la UNAM durante dos cuatrienios entre 1997 y el 2005, y fungió como director del Sistema Nacional de Investigadores en el 2008 y el 2009.
Inmegen
Fue director general del Instituto Nacional de Medicina Genómica (Inmegen), dirigiendo algunas líneas de investigación sobre la diversidad genómica humana y sus implicaciones evolutivas.
UNAM
Desde 2013, es miembro de la Junta de Gobierno de la Universidad Nacional Autónoma de México, órgano que celebra sesiones ordinarias cada mes y que incluye, entre sus funciones, el nombramiento del Rector, de los directores y de los miembros del Patronato Universitario.

## Patentes
Xavier Soberón tiene tres patentes a su nombre.
- J. Osuna, J.L. Báez, G. Hernández, F. G. Bolívar, X. Soberón y G. Gosset (2005) Versiones insensibles a inhibición alostérica y catalíticamente eficientes de la enzima corismato mutasa-prefenato deshidratasa y su aplicación para la producción de L-fenilalanina en microorganismos. México.
- X. Soberón y P. Gaytán (1999) Método para la construcción de bibliotecas binomiales de oligodesoxirrubonucleótidos, mutagenizados a nivel de codón utilizando desoxinucleósido-fosforamiditos. UNAM México.

## Publicaciones
Destacan más de 85 artículos con arbitraje, así como 18 capítulos en libros y varios trabajos de divulgación científica, incluido su libro La ingeniería genética, la nueva biotecnología y la era genómica, editado por el Fondo de Cultura Económica.
Artículos
- Romero-Hidalgo, S. Ochoa-Leyva, A. Garcíarrubio, A. Acuna-Alonzo, V. Antúnez-Argüelles, E. Balcazar-Quintero,M. Barquera-Lozano,R. Carnevale,A. Cornejo-Granados,F. Fernández-López, J.C. García-Herrera, R. García-Ortiz, H. Granados-Silvestre, A. Granados, J. Guerrero-Romero, F. Hernández-Lemus, E. León-Mimila, P. Macín-Pérez, G. Martínez-Hernández, A. Menjivar,M. Morett, E. Orozco,L. Ortiz-López,G. Pérez-Villatoro, F. Rivera-Morales, J. Riveros-McKay, F. Villalobos-Comparán, M. Villamil-Ramírez, H. Villarreal-Molina,T. Canizales-Quinteros, S. Soberón, X. (2017). Demographic history and biologically relevant genetic variation of Native Mexicans inferred from whole-genome sequencing. Nature Communications, 8, 1005.
- González-Covarrubias, V. Urena-Carrión, J., Villegas-Torres, B. Cossío-Aranda, J.E. Trevethan-Cravioto, S. Izaguirre-Ávila, R. Fiscal-López, O.J. Soberón, X. (2017). Pharmacogenetic Variation in Over 100 Genes in Patients Receiving Acenocumarol. Frontiers in Pharmacology, 8, 863.
- Cruz-Correa, O.F. León-Cachón, R.B. Barrera-Saldana, H.A. Soberón, X. (2017). Prediction of atorvastatin plasmatic concentrations in healthy volunteers using integrated pharmacogenetics sequencing. Pharmacogenomics, 18, 121-131.
- Villegas-Torres, B. Sánchez-Girón, F. Jaramillo-Villafuerte, K. Soberón, X. González-Covarrubias, V. (2015) Genotype frequencies of VKORC1 and CYP2C9 in Native and Mestizo populations from Mexico, potential impact for coumarin dosing. Gene, 558, 235-240.
- Tsai, I.J. Zarowiecki, M. Holroyd, N. Garcíarrubio, A. Sánchez-Flores, A. Brooks, K.L. Tracey, A. Bobes, R.J. Fragoso,G. Sciutto, E. Aslett, M. Beasley, H. Bennett, H.M. Cai, J. Camicia, F. Clark, R. Cucher, M. De Silva, N. Day,T.A. Deplazes, P. Estrada, K. Fernández, C. Holland, P.W.H. Hou, J. Hu, S. Huckvale, T. Hung, S.S. Kamenetzky, L. Keane, J.A. Kiss, F. Koziol, U. Lambert, O. Liu, K. Luo, X. Luo,Y. Macchiaroli, N. Nichol, S. Paps, J. Parkinson, J. Pouchkina-Stantcheva, N. Riddiford, N. Rosenzvit, M. Salinas, G. Wasmuth, J.D. Zamanian, M. Zheng, Y. Cai,X. Soberón, X. Olson, P.D. Laclette, J.P. Brehm, K. Berriman, M. Ochoa-Leyva, A. (2013). The genomes of four tapeworm species reveal adaptations to parasitism. Nature, 496, 57-63.
- Ochoa-Leyva, A. Barona-Gómez, F. Saab-Rincón, G. Verdel-Aranda, K. Sánchez, F. Soberón, X. (2011). Exploring the Structure-Function Loop Adaptability of a (beta/alpha)(8)-Barrel Enzyme through Loop Swapping and Hinge Variability. Journal of Molecular Biology, 411, 143-157.
- Báez-Viveros, J.L. Osuna, J. Hernández-Chávez, G., Soberón, X., Bolívar, F., Gosset, G. (2004). Metabolic engineering and protein directed evolution increase the yield of L-phenylalanine synthesized from glucose in Escherichia coli. Biotechnology and Bioengineering, 87, 516-524.
- Osuna, J., Soberón, X., Morett, E. (1997). A proposed architecture for the central domain of the bacterial enhancer-binding proteins based on secondary structure prediction and fold recognition protein. Science, 6, 543-555.
- Merino, E. Osuna, J.  Bolívar, F. Soberón, X. (1992). A general, PCR-based method for single or combinatorial oligonucleotide-directed mutagenesis on pUC/M13 vectors. Biotechniques, 12, 508-510.
- Inouye, S. Soberón, X. Franceschini,T. Nakamura, K. Itakura, K. Inouye, M. (1982). Role of positive charge on the amino-terminal region of the signal peptide in protein secretion across the membrane. Proceedings of the National Academy of Sciences of the United States of America, 79, 3438-3441 [corrections vol 79 p 6107, 79 p 4828].
- Soberón, X. Covarrubias, L.  Bolívar, F. (1980). Construction and characterization of new cloning vehicles. IV. Deletion derivatives of pBR322 and pBR325. Gene, 9, 287-305.

Libros
- Soberón-Mainero, X (1996.) La ingeniería genética, la nueva biotecnología y la era genómica. México: Fondo de Cultura Económica.
- Arias-Ortiz, C.F. Artega-Vázquez, M.A. Barrera-Saldaña, H.A. Galindo-Fentanes, E. Gracia-Gasca, A. Herrera-Estrella, L.R. Higuera-Ciapara, I. Larque-Saavedra, F.A. López-Munguía Canales, A. Ramírez-Reivich, O.T. Revah-Moiseev, S. Soberón-Mainero,X. Torres-Pacheco, I. Uribe de la Mora, J.M. Vázquez-Ramos, J.M. Viniegra-González, G. (2017). Transgénicos: Grandes beneficios, ausencia de daños y mitos Comité de Biotecnología. México: Academia Mexicana de Ciencias.

## Afiliaciones
Entre las diversas sociedades, academias y comités científicos donde se encuentra afiliado, destacan:
- Academia Mexicana de Ciencias
- Academia Nacional de Medicina
- Academia de Ciencias de Morelos

## Distinciones
Entre las diversas distinciones que ha recibido el doctor Xavier Soberón, se encuentran las siguientes:
- Miembro de la Junta de Gobierno del Instituto Nacional de Enfermedades Respiratorias (2017)
- Presidente de la Academia de Ciencias de Morelos (2004-2006)
- Premio Nacional de Química Andrés Manuel del Río de la Sociedad Química de México (1999)
- Nivel III del Sistema Nacional de Investigadores
- PRIDE-(UNAM) Nivel D
- Categoría F como Investigador en Ciencias Médicas del Sistema de Investigadores de la Secretaría de Salud
- Medalla Gabino Barreda - UNAM, por sus estudios de maestría (1983).
- Beca del Programa de Superación del Personal Académico de la UNAM (1979)